# 西明日香のデリケートゾーン!
『西明日香のデリケートゾーン！』（にしあすかのデリケートゾーン）は、2015年10月6日未明より2019年9月24日未明まで超!A&G+で配信されていた簡易動画付きインターネットラジオ番組。パーソナリティは西明日香。略称は「デリラジ」。

## 番組概要
西明日香のことをより深くデリケートな部分まで知ってもらおうという動画番組。
番組は、フリートーク、番組コーナー、西の声優活動・アーティスト活動の情報などで構成されている。

### 配信時間
|                | 配信局                              | 配信時間                                                         | 過去の配信時間変遷 ※備考 |
| -------------- | ----------------------------------- | ---------------------------------------------------------------- | --- |
| 本配信         | 超!A&G+                             | 毎週火曜（月曜深夜）1:00 - 1:30 （2016年4月5日 - 2019年9月24日） | - 毎週火曜（月曜深夜）0:00 - 0:30 （2015年10月6日 - 2016年3月29日）                                                                            |
| リピート配信   | 超!A&G+                             | 毎週火曜 13:00 - 13:30 （2016年4月5日 - 2019年9月24日）          | - 毎週火曜 12:00 - 12:30 （2015年10月6日 - 2016年3月29日）                                                                                     |
| ニコニコ生放送 | ニコニコ生放送 シーサイドチャンネル | 不定期火曜 20:30より （2016年10月25日 - ）                       | ※ 有料動画パートがある場合に不定期で生配信 ※ 配信構成：その週の本配信 + 有料動画                                                               |
| アーカイブ配信 | ニコニコ動画 シーサイドチャンネル   | 毎週火曜 20:30更新 （2016年7月5日 - ）                           | - 毎週水曜 16:00更新 （2015年10月7日 - 2016年6月29日） ※ ニコ生があった週はニコ生配信終了後に更新 ※ 有料動画はタイムシフト期間終了後に有料更新 |

## コーナー
西ちゃんみてみて
リスナーからイラスト、ネタ、話など見てもらいたい、聞いてもらいたいものを募集するコーナー。

西ちゃんに教えて!
西が最近気になることをリスナーに質問し、答えてもらうコーナー。

西ちゃんが教える!
西に教えてほしいことをリスナーから募集し、西が答えるコーナー。

西さんに提案します
リスナーから寄せられた今後の西に関する展開や要望を番組スタッフが検討し、西に提案するコーナー。

すきやねん!関西
自らの出身地である関西をさらに好きになるために様々なことに挑戦するコーナー。

デリケートにキスして
リスナーのデリケートなエピソードを募集し、紹介するコーナー。紹介後、西がエピソードを送ったリスナーに向けて「傷ついた部分をキスで癒やしたり」「投げキス」をする場合がある。

聖母明日香の祝福のキス
リスナーから祝福して欲しい事を募集・紹介するコーナー。紹介後、西が祝福の投げキスをしていく。
はなこのコーナー
西の心の奥底に潜んでいる綺麗な人格「はなこ」にいろいろ聞いてみるコーナー。
AIスピーカー萌子のコーナー
萌えについて追求しながらAIスピーカーの「萌子」を育てるコーナー。AIなので、リスナーの好みによって育ち方が変わるとのこと（例えばリスナーがドMだった場合、Sっ気が強くなる）。

## イベント

### 西明日香のデリケートゾーン!〜あっちゃん生誕祭2016〜
番組初のイベントとして、2016年2月7日にヤクルトホールにて開催された。昼の部、夜の部の2回公演。
西が2月10日に誕生日を迎えることを記念したバースデーイベントとなる。西にとって誕生日を祝うイベントは初めてのことだという。

## 関連商品
※公式ネットショップは『シーサイドSHOP（西明日香のデリケートゾーン!）』を参照。
デリケートゾーンユニフォーム
- 2016年2月7日先行発売、2月26日発売

デリケートセット
- 2016年2月7日先行発売、2月26日発売
- 「ポータブルエチケットセット」「ボディウォッシュボール」「シャンプーブラシ」の3点セット

オリジナルデザインキャッシュカード、特典CD
- 2017年1月23日 - 3月31日
- 静岡銀行インターネット支店の総合口座「しずぎんWebWallet」期間内開設者に贈呈。

「西明日香のデリケートゾーン！」ファンブック〜渡る世間はデリケート〜
- 2017年2月14日発売
- 発売元：一迅社

西明日香のデリケートゾーン！アクリルキーホルダー
- 2017年8月11日発売 

「西明日香のデリケートゾーン！」LINEスタンプ
- 2017年8月14日配信

西明日香「どきどきしちゃうどっきどき」アクリルキーホルダー
- 2017年12月9日発売